# 松田聖子のはじめての情事
『松田聖子のはじめての情事』（まつだせいこのはじめてのじょうじ）は1983年10月19日（前篇）と1983年10月26日（後篇）に分けて全2回TBS系列で放送時間は毎週水曜 21:00 - 21:54（日立一社提供『日立テレビシティ』）に放送されたテレビドラマである。

## ストーリー
スポーツインストラクターをやっている恵子（松田聖子）は銀行支店長である父、菊次（小林桂樹）と後妻である育ての母、久子（河内桃子）と弟との四人家族で暮らしているがお堅い父の職業と家庭環境と自分とのギャップに変化を持ち始める。その時に妻子ある青年実業家の中西（勝野洋）との不倫の愛を通じて少女から大人へと変貌していく年頃の女を描く。また本当の家族愛、親子愛とは何かを求め描いている松田聖子のドラマ初主演作品。原作は遠藤周作の「父親」。

## キャスト
- 石井恵子：松田聖子
- 中西茂太：勝野洋
- 石井菊次（恵子の父）：小林桂樹
- 石井久子（恵子の母）：河内桃子
- 石井卓（恵子の弟）：長江健次
- 中西陽子（茂太の妻）：結城しのぶ
- 野口（菊次の部下）：加納竜
- 恵子の同僚（秀子）：佐藤恵利
- 恵子の先輩（石黒主任）：岡本麗
- 宮内：植木等（前篇のみの出演）

## スタッフ
- 原作：遠藤周作（「父親」より）
- 脚本：小林竜雄
- 音楽：松任谷正隆

### 技術
- 技術：梅津義文
- 映像：関巧
- カラー調整：星野正一
- 照明：海老原靖人
- 音声：船田浩二
- 効果：平田研吉
- 編集：森崎　、河合俊明
- 技術協力：東通

### 美術
- 美術制作：山田守
- デザイン：加藤昌男
- 化粧：佐藤公子

### 制作
- プロデューサー：峰岸進、豊原隆太郎
- 制作補：福田真治
- 演出補：福田誠
- 記録：渡辺由利子
- 演出：豊原隆太郎
- 制作協力：サンミュージック、小林佳子事務所、スポーツコネクション、全日空
- 制作著作：TBS